# Batropetes fritschia
Batropetes fritschia és una espècie extinta de lepospòndil de l'ordre dels microsaures que va viure al començament del període Permià en el que avui és Alemanya.